# Mari Sánchez
Mari Leivis Sánchez Periñán (Turbo, Antioquia, 8 de octubre de 1991)  es una levantadora de pesas colombiana. Es tres veces medallista de plata en 71 kg en el Campeonato Panamericano de Halterofilia . Obtuvo la medalla de plata en los Juegos Olímpicos de París 2024.

## Carrera
Ganó la medalla de oro en el 69 femenino Prueba de Arranque de 1,5 kg en los Juegos Centroamericanos y del Caribe 2018 celebrados en Barranquilla, Colombia. También ganó la medalla de plata en el 69 femenino. Evento de envión en kg. Ese mismo año compitió en los 71kg en el Campeonato Mundial de Halterofilia celebrado en Asjabad, Turkmenistán.
Ganó la medalla de plata en su prueba en el Campeonato Panamericano de Halterofilia 2020 celebrado en Santo Domingo, República Dominicana. También ganó la medalla de plata en su prueba en el Campeonato Panamericano de Halterofilia 2022 celebrado en Bogotá, Colombia.
Obtuvo dos medallas, incluida una de oro, en los Juegos Bolivarianos de 2022 celebrados en Valledupar, Colombia. Ganó la medalla de plata en los 76 kg en los Juegos Suramericanos 2022  en Asunción, Paraguay.
Obtuvo la medalla de plata en los 71 kg en los Juegos Panamericanos 2023 que se celebrarán en Santiago de Chile. En 2024, también ganó la medalla de plata en los 71 kg en el Campeonato Panamericano de Halterofilia en Caracas, Venezuela.